# جوش فيلبس
جوش فيلبس (بالإنجليزية: Josh Phelps)‏ هو لاعب كرة قاعدة أمريكي، ولد في 12 مايو 1978 في أنكوريج في الولايات المتحدة.

## وصلات خارجية
- جوش فيلبس على موقع دوري كرة القاعدة الرئيسي (الإنجليزية)
- جوش فيلبس على موقعبيزبول رفرنس.كوم (الدوري الرئيسي) (الإنجليزية)
- جوش فيلبس على موقعبيزبول رفرنس.كوم (الدوري الثانوي) (الإنجليزية)
- جوش فيلبس على موقع إي إس بي إن.كوم (أم.أل.بي) (الإنجليزية)
- جوش فيلبس على موقع مشجعي الرسوم البيانية (الإنجليزية)